# Festival de Eurovisión de Jóvenes Músicos 1984
La II edición del Festival de Eurovisión de Jóvenes Músicos se celebró en el Victoria Hall de Ginebra (Suiza) el 22 de mayo de 1984.
Músicos de 7 países participaron en la segunda edición de este certamen. La Orquesta de la Suisse Romande fue la encargada de acompañar a los participantes bajo la dirección de Horst Stein.
La ganadora de este año fue Isabelle Van Keulen, la representante de Países Bajos tocando el violín.

## Participantes y Clasificación
A continuación se muestra una tabla con los resultados de la clasificación final, donde aparecen los tres mejores participantes y el resto de países que compitieron. 
Es importante destacar que el representante de Finlandia, representó también al resto de Países Escandinavos, quedando en segunda posición.
| Posición | País y TV        | Representante         | Instrumento |
| -------- | ---------------- | --------------------- | ----------- |
| 1        | Países Bajos NOS | Isabelle Van Keulen   | Violín      |
| 2        | Finlandia YLE    | Olli Mustonen         | Piano       |
| 3        | Reino Unido BBC  | Emma Johnson          | Clarinete   |
| -        | Austria ORF      | Ghislaine Fleischmann | Violín      |
| -        | Francia France 3 | Sabine Toutain        | Violín      |
| -        | Suiza SSR / TSR  | Martina Schuchen      | Violonchelo |
| -        | Alemania ZDF     | Andreas Bach          | Piano       |

## Predecesor y sucesor
| Predecesor: Manchester 1982 | Festival de Eurovisión de Jóvenes Músicos Ginebra 1984 | Sucesor: Copenhague 1986 |